# Campaña política publicitaria

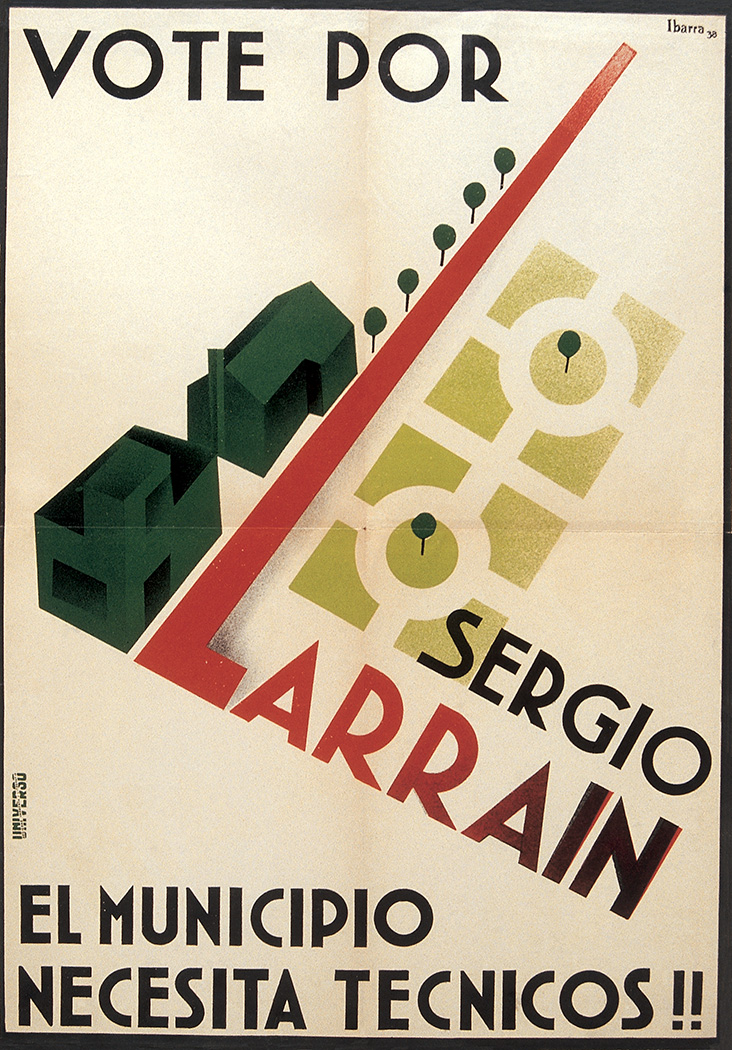
Campaña política para las elecciones municipales de 1938, llamando a votar por Sergio Larraín.

En política, una publicidad electoral es el uso de la campaña de publicidad a través de los medios de comunicación para  influir en el debate político y, en última instancia, en los electores. Estos anuncios son diseñados por consultores políticos y el personal de la campaña política. Muchos países restringen el uso de los medios de difusión para transmitir mensajes políticos.
En la Unión Europea, muchos países no permiten que se pague a la TV o la radio la publicidad por temor a que los grupos ricos ganen el control de tiempo de aire haciendo imposible el juego limpio y distorsionar el debate político en el proceso. Tanto en el Reino Unido e Irlanda, los anuncios pagados están prohibidos, aunque a los partidos políticos se les permite un pequeño número de transmisiones de los partidos políticos en el período previo a las elecciones. Estados Unidos tiene un mercado muy libre para la difusión de los mensajes políticos. Canadá permite el pago para transmisiones políticas pero requiere un acceso equitativo a las ondas de radio.
Las campañas se pueden incluir en varios medios. (dependiendo de las leyes locales). El lapso  durante el cual la publicidad de campaña política es posible varía mucho de un país a otro, como las campañas en los Estados Unidos que duran un año o más que en lugares como Reino Unido e Irlanda, donde la publicidad está restringida por ley  a un corto período de semanas antes de la elección. Los medios sociales se han vuelto muy importante en los mensajes políticos, por lo que es posible que el mensaje llegue a grandes grupos de personas con muy poco esfuerzo físico pero a veces la totalidad del mensaje a través de estos canales está fuera de las manos de los jefes de campaña.

## Reglamento de la publicidad política

### Japón
Japón distingue entre los anuncios del partido y los anuncios de los candidatos. Hay pocas restricciones en anuncios políticos de los partidos. Una restricción es que los anuncios del partido no pueden hablar de candidatos específicos. Los anuncios de los candidatos tienen mayores limitaciones y son pagados por el gobierno. A los candidatos no se les permite comprar sus propios anuncios. El número y el tipo de anuncios de los candidatos también es limitado, incluyendo el tamaño de los anuncios de periódico, y la duración de los anuncios de televisión y radio.
La ley electoral japonesa desalienta las campañas de publicidad dirigidas a otros candidatos, partidos u organizaciones políticas. Los anuncios de la campaña sólo se pueden emitir durante las dos semanas del período de campaña oficial y son seguidos de cerca por violaciones de la ley electoral.

### Irán
El presidente democráticamente electo de Irán, Hassan Rouhani, es el líder actual del gobierno de Irán. El país se compone principalmente de los musulmanes chiitas y una pequeña minoría de musulmanes sunitas. La historia de la censura en tácticas de publicidad política y de campaña de Irán ha seguido el flujo religiosamente conservador del país, que se remonta al nacimiento del régimen islámico durante la revolución iraní de 1979. Uno de los ejemplos más recientes de esta censura se remonta a 2007, cuando el parlamento de base fundamentalista de Irán aprobó una ley que restringió severamente el contenido y presentación de la publicidad política. Las restricciones limitaron a los candidatos en la elección presidencial a la colocación de carteles, sobre todo con su propia imagen y en gran medida limitaron el uso de otras herramientas de publicidad, en un esfuerzo para instar a los candidatos para dar sus mensajes a través de las organizaciones gubernamentales. Los críticos sugieren que esta limitación de publicidad y medio fue un intento por parte del Estado para mantener a los políticos de pie en la oficina y limitar la información disponible sobre los nuevos candidatos. Fuera de los informes de las elecciones más recientes y campañas reclaman acciones como ataques físicos contra periodistas y jefes de campaña de los partidos desconocidos y la modificación de los sitios web de la campaña y documentales de las agencias estatales.

### Argentina
Argentina aprobó los reglamentos sobre la asignación de las campañas de televisión y radio, en preparación para elecciones primarias y legislativas del 2013. La regulación se divide en 4 bloques de programación durante todo el día y asigna un determinado porcentaje de tiempo durante los programas para las campañas de publicidad. Para la televisión durante los bloques de 7-11 a. m. y de 4-8 p. m. desde el 30% por ciento de las veces se destinará a la campaña de publicidad. Para los horarios de 11 a. m. a 4 p. m. y 8 p. m.-01 a. m., el 20% por ciento se destina a la campaña de publicidad. Para la radio el porcentaje de asignación durante estos bloques 4 de tiempo se da la vuelta, de 11 a. m.-4 p. m. y 8 p. m.-1am se destina el 30% del tiempo para la campaña de publicidad y el 20%  del 7-11 a. m. y 4-8 p. m..

### Canadá
De acuerdo con el Consejo Canadiense de Radiodifusión y Telecomunicaciones, la función clave de los organismos de radiodifusión es informar a los electores potenciales los temas de los partidos políticos y los candidatos durante el período electoral. Esto significa asegurar tiempo del uso equitativo para todos los candidatos en cada cadena de televisión abierta. 6,5 horas de la programación deben estar disponibles ser compradas por todos los partidos. En el aire se requieren personalidades como candidatos en una elección provincial o federal y deben detener cualquier derecho en el aire tan pronto como su candidatura haya sido anunciada o la elección sea llamada. Según las elecciones Ontario, existen restricciones en cuanto a la publicidad política que puede ser transmitida y restricciones a las tasas de los organismos de radiodifusión y medios de publicación que se pueden cobrar por dicha publicidad.